# Ziemstwo

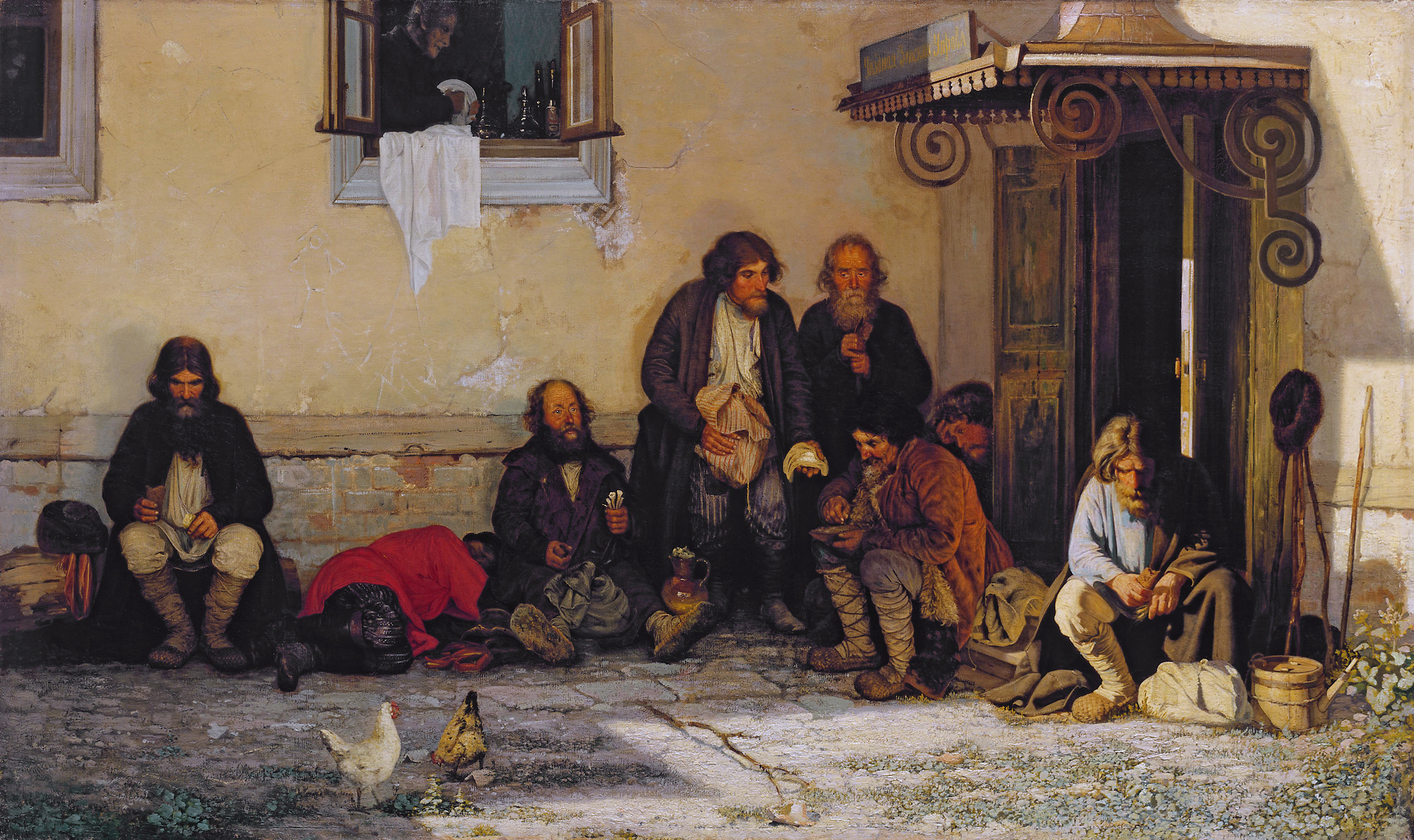
Grigorij Miasojedow, Obiad w ziemstwie, 1872

Ziemstwo (ros. земствo skrót od зeмскoе учреждениe) – w Rosji carskiej organ samorządowy, istniejący w latach 1864–1917. Ziemstwa dzielono na powiatowe i gubernialne, wprowadzono je tylko w części guberni. W skład wchodzili ziemianie, mieszczanie i zamożni chłopi. Obradom z urzędu przewodniczył marszałek szlachty. Ziemstwo decydowało o najważniejszych sprawach dla społeczności lokalnej (np. budowa dróg, zakładanie i prowadzenie szkół, opieka lekarska). Wybory do ziemstw były przeprowadzane w systemie kurialnym. W 1890 r. ograniczono uprawnienia ziemstw (gubernatorzy mogli badać oprócz legalności także celowość ich uchwał) oraz prawa wyborcze stanów innych niż ziemiaństwo (dla mieszczan podwyższono cenzus majątkowy, chłopi mogli odtąd jedynie wyłaniać kandydatów spośród których administracja wyznaczała radnych), a także zasięg terytorialny (zlikwidowano ziemstwa w części guberni). W 1917 r. Rząd Tymczasowy Rosji rozszerzył sieć ziemstw i zdemokratyzował ich ordynację wyborczą.